# Vuelo invertido

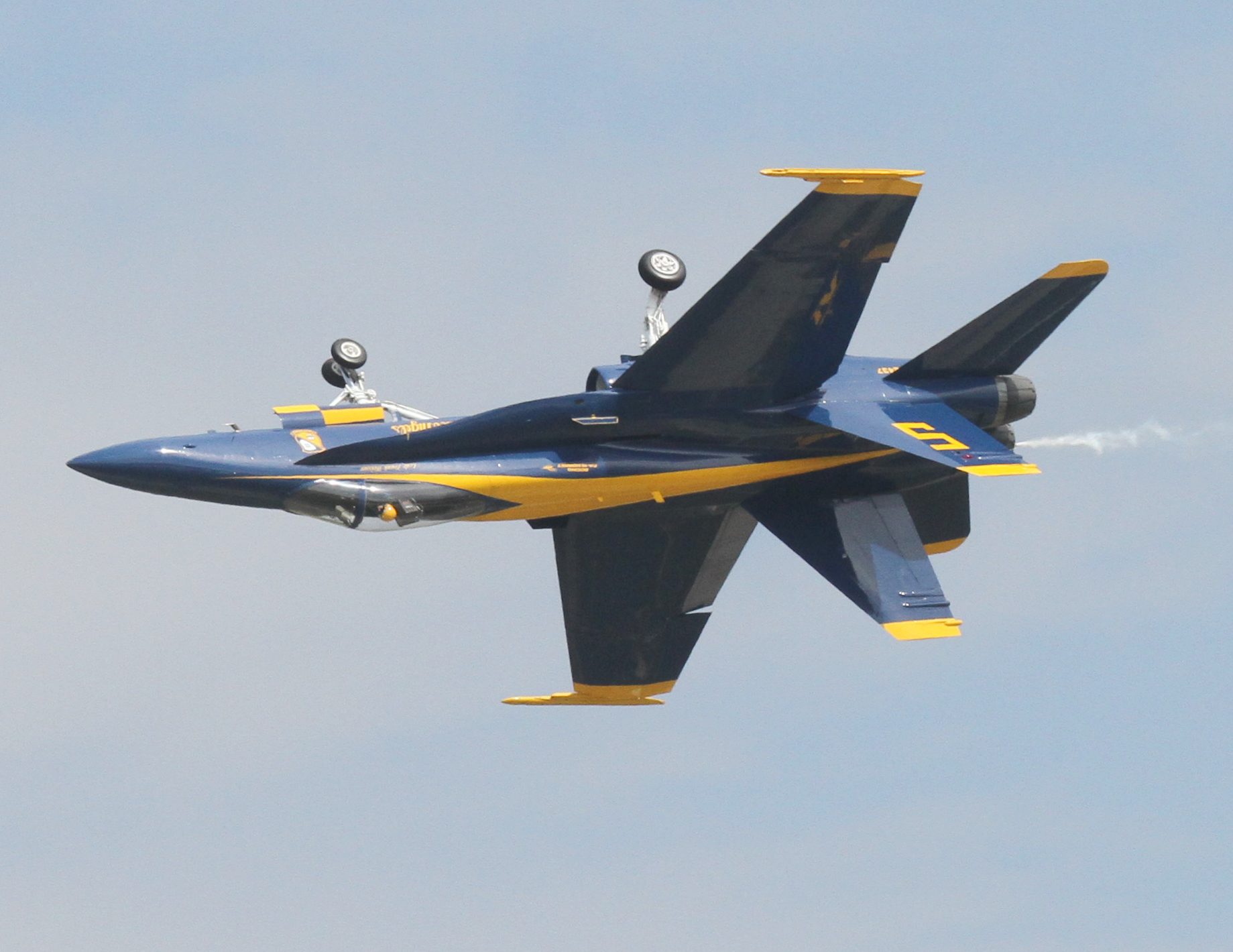
Un avión en vuelo invertido.

El vuelo invertido consiste en el vuelo recto y nivelado en posición invertida del avión. Para mantener el vuelo invertido es necesario disponer de un sistema invertido de combustible y aceite. Esto permite incluso virajes en invertido. Esta maniobra es usada como maniobra acrobática en competiciones de acrobacia aérea

## Pasos para la ejecución del vuelo invertido
1. Se selecciona un punto de referencia sobre el horizonte lejano y se comienza un tonel después de alcanzar una velocidad de entrada superior en un 10% a la de crucero normal.
2. Cuando se logra una inclinación de 45°, se mete pie contrario y se empieza a ceder palanca hacia delante.
3. Cuando el avión llega a una posición totalmente en invertido, se centran los mandos, aunque se mantiene la palanca lo suficientemente adelantada para poder mantener el morro en la referencia, bastante por encima del horizonte.

## Recuperación
La recuperación del vuelo invertido mantenido es idéntica a la recuperación normal de un medio tonel; es decir, palanca a un lado y un poco de pie contrario para evitar la guiñada; luego pie de mismo lado que la palanca, mientras que la palanca se lleva con suavidad hacia atrás, para mantener el rumbo y conservar el morro en la referencia.

## Cosas a tener en cuenta
El vuelo a invertido a nivel se mantiene conservando las alas paralelas al horizonte, pero es necesario mover los mandos de un modo diferente. Al accionar el timón de dirección o el timón de profundidad el avión responderá de forma inversa que en vuelo normal.

## Virajes en invertido
Se escoge una referencia muy visible y lejana en la dirección hacia la que se desea virar. Se realiza medio tonel para pasar a invertido y se detiene el avión en invertido y en vuelo nivelado. Se mete pie (timón de dirección) en la dirección en la que se desea virar, y se lleva la palanca hacia el lado puesto. Se debe mantener una inclinación suave y un régimen de viraje lento.  Se debe mantener el morro con la sufieciente altura sobre el horizonte. Cuando la referencia está justo delante, se llevan los mandos a neutral para detener el viraje y luego se vuelve a la posición de vuelo normal por medio tonel.